# Saint-Offenge-Dessous
Saint-Offenge-Dessous är en kommun i departementet Savoie i regionen Auvergne-Rhône-Alpes i sydöstra Frankrike. Kommunen ligger i kantonen Aix-les-Bains-Nord-Grésy som tillhör arrondissementet Chambéry. År 2018 hade Saint-Offenge-Dessous 787 invånare.

## Befolkningsutveckling
Antalet invånare i kommunen Saint-Offenge-Dessous
| Referens: INSEE |